# Mentewab
Mentewab (Guèze : ምንትዋብ Məntəwwab ou min-tiwwāb "Que tu es belle !") (c. 1706 - 27 juin 1773) est une Impératrice d'Éthiopie, épouse de l'Empereur Bacaffa et mère d'Iyasou II. Elle est également connue officiellement sous son nom de baptême de Wälättä Giyorgis (fille de [St.] George). Mentewab est une figure politique majeure sous les règnes de son fils l'empereur Iyasou et de son petit-fils Iyoas. Elle porte le nom honorifique de Bərhan Mogäsa (Splendeur de Lumière).

## Biographie
Mentewab naît dans la province de Qwara vers 1706. Elle aurait eu un grand-parent portugais et, de ce fait, elle est souvent soupçonnée de sympathies secrètes avec les catholiques romains. Elle est la fille du Dejazmach (commandant de la force armée éthiopienne) Manbare et de la princesse Enkoye, descendante de l'Empereur Minas qui régna entre 1559 et 1563. Sa grand-mère maternelle est la princesse Yolyana, une femme influente qui l'accompagnera à ses débuts. Sa grande beauté est louée par certains écrivains de l'époque.
Mentewab épouse l'Empereur Bacaffa le 6 September 1722, devenant ainsi sa deuxième femme, la première ayant mystérieusement décédé le jour de son couronnement juste après le banquet.
En 1723, elle donne naissance à Agaldem Iyasu, le futur empereur Iyasu II, puis à Walatta Takla Haymanot. Elle vit deux ans à Gondar, avant d'être envoyée à Walqayet, dans la région du nord, en 1725. Elle revient deux mois plus tard à Gondar, mais son fils demeure dans la province de Siré, à Tigré, jusqu'en 1730. Pendant les dernières années du règne de Bakaffa, sa position n'est pas claire, mais elle rassemble autour d'elle un groupe de parents dévoués. À la mort de Bacaffa en septembre 1730, Iyasu II est proclamé empereur. Deux mois plus tard, le 23 décembre, elle est couronnée impératrice régente, un arrangement qui reste inchangé jusqu’à la mort d’Iyasu II.

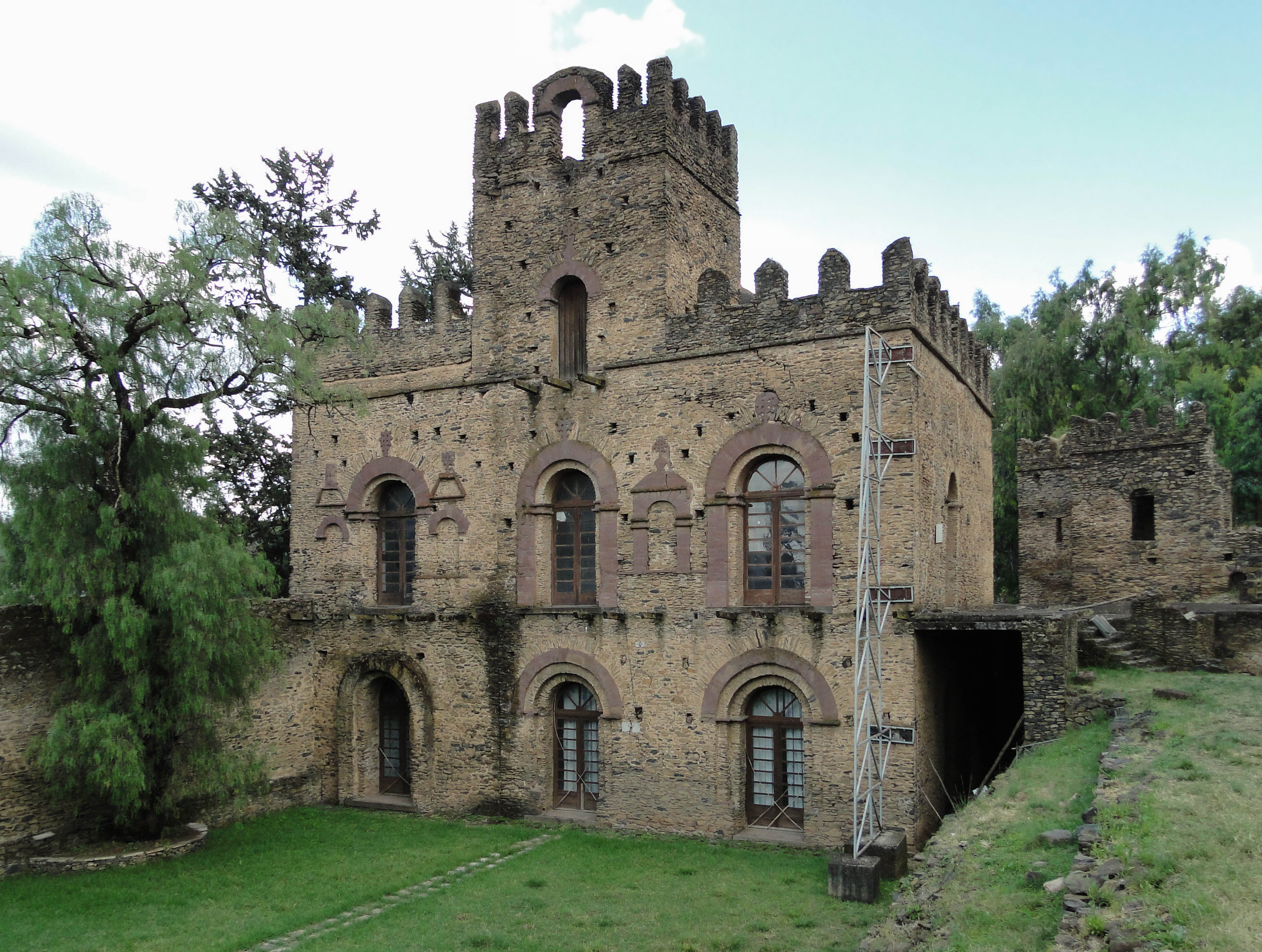
Château de Mentewab à Fasil Ghebbi, Gondar, Éthiopie

Après la mort de son époux, l'impératrice Mentewab entretient une liaison avec le neveu de celui-ci. L'amant beaucoup plus jeune que l'Impératrice est surnommé par dérision «Melmal Iyasu» (Iyasu le Gardé) par les membres de la cour. Melmal Iyasu est le petit-fils de l'empereur Fasiladas par son père et descendant de l'Empereur Iyasu par sa mère, faisant de lui un prince salomonide au plus haut degré. Le couple aura trois filles : Altash, Walata Israel et la woizero Aster Iyasu, qui épousera le puissant seigneur de guerre tigréen Ras Mikael Sehul.
L'impératrice Mentewab fait construire plusieurs bâtiments importants à Gondar, y compris son propre château dans l'enceinte royale, ainsi qu'une grande salle de banquet. Plus important encore, elle fait bâtir une église dédiée à la Vierge Marie à Qusquam (du nom d'un site en Égypte où la Sainte Famille a séjourné pendant son exil) dans les montagnes à l'extérieur de Gondar. L'impératrice Mentewab construit a également un palais attenant à l'église, qui est devenue sa résidence préférée.
Sa tentative de maintenir sa position après la mort de son fils en 1755 la dresse contre Wubit (Welete Bersabe), la veuve d'Iyasu, qui veut présider la cour de son propre fils Iyoas. Le conflit entre les deux reines conduit Mentewab à convoquer ses parents Qwaran et leurs forces à Gondar pour la soutenir. Wubit appelle alors ses propres parents Oromos et leurs forces considérables Yejju. Mentewab convoque le puissant Mikael Sehul (qui deviendra son gendre) pour arbitrer le différend et empêcher un bain de sang. Mais Ras Mikael prend le pouvoir et organise l'assassinat de l'empereur Iyoas I.
Bouleversée par le meurtre de son petit-fils, Mentewab se retire à Qusquam. Elle y enterre son petit-fils à côté de son fils, et refuse de retourner dans la ville de Gondar. Elle s'isole dans son palais jusqu'à la fin de sa vie.